# 펠리피 지 소우자 시우바
펠리피 지 소우자 시우바(포르투갈어: Felipe de Sousa Silva, 1992년 4월 3일 ~ )는 브라질의 축구 선수로 현재 중국 슈퍼리그의 청두 룽청에서 스트라이커로 활약 중이며 K리그 시절 등록명은 펠리페였다.

## 클럽 경력

### 브라질
2012년 브라질 세아라주의 구아라니에서 데뷔한 펠리페는 이후 여러 주리그와 세리에 B, 세리에 C 소속 팀에서 경력을 쌓았다.
2015년 카시아스두술 소속으로 팀의 우승 멤버였으며, 2017년 세르탕지뉴에서는 18경기 8득점으로 커리어 하이를 기록했지만 2018년 전반기에 입단한 세리에 B 팀인 빌라 노바에서는 출장 기회를 많이 얻지 못한채 무득점에 그쳤다.

### 광주 FC
2018년 7월, 광주 FC에 입단하했다. 2018년 8월 13일 열린 아산 무궁화와의 경기에서 광주 이적 후 첫 골을 터뜨렸다. 반년간 광주에서 펠리페는 꾸준하게 상대 골문을 위협했으며, 하반기동안 15경기에서 7골 2도움을 기록하며 광주의 플레이오프 진출을 도왔다.
2019 시즌에도 팀에 잔류하여 서울 이랜드와의 리그 개막전에서 1골 1도움을 기록하며 팀의 2 - 0 승을 이끌었고, 1라운드 리그 베스트일레븐에 선정되었으며, 연이은 아산 무궁화와의 리그 2라운드이자 홈 개막전에서는 해트트릭을 기록하는 엄청난 활약을 앞세워 팀의 4 - 0 승리를 이끌었으며, 2라운드 MVP에 선정되었다. 부산 아이파크와의 3라운드에서 3경기 연속골을 기록하였으며, 전남 드래곤즈와의 리그 4라운드에서는 멀티골을 기록하면서 4경기 연속골과 연속 MVP에 선정되었으며, FC 안양과의 리그 5라운드에서는 5경기 연속골을 달성하였다. 엄청난 활약을 이어가자 6월 말 계약 만료를 앞두고 2022년까지의 3년 재계약을 체결했으며, 2019시즌 동안 총 19골을 뽑아내며 K리그2 득점왕에 올랐다.
2020시즌 초반 수비의 집중 견제를 받으며 부진을 겪었지만, 2020년 6월 7일에 열린 수원 삼성 블루윙즈와의 리그 5라운드 경기에서 2020시즌 마수걸이 골을 기록했다. 이후 6라운드인 부산 아이파크전, 7라운드인 인천 유나이티드전에서 득점을 성공하며 3경기 연속 득점을 기록했다.

## 수상

### 팀

#### 광주 FC
- K리그2 우승: 2019

### 개인
- K리그2 득점상: 2019